# Susan Vreeland
Susan Joyce Vreeland (Racine (Wisconsin), 20 de enero de 1946 – San Diego (California), 23 de agosto de 2017) fue una escritora estadounidense. 
Vreeland era hija de William Alex Vreeland y Esther Alberta. Su madre procedía de una familia artista y estudió en el Instituto de Arte de Chicago. Su familia se trasladó a California en 1948. Vreeland se licenció en filología inglesa en la Universidad de San Diego en 1969 y el máster de educación en 1972 y de inglés en 1978.
Varios de sus libros tratan de la relación entre arte y ficción. The Passion of Artemisia es una investigación ficcionada de algunos aspectos de la vida de Artemisia Gentileschi, mientras que The Girl in Hyacinth Blue se centra en la pintura de Vermeer. The Forest Lover es un relato ficticio de la vida de la pintora canadiense Emily Carr.

## Obras
- What Love Sees: a biographical novel. New York: PaperJacks, 1988. ISBN 9780770108847.
- What English Teachers Want: A Survival Guide. Unionville, NY: Royal Fireworks Press, 1995. ISBN 9780880922241.
- Girl in Hyacinth Blue. Denver: MacMurray & Beck, 1999. ISBN 9781878448903.
- The Passion of Artemisia. New York: Viking, 2002. ISBN 9780670894499.
- The Forest Lover. New York: Viking, 2004. ISBN 9780670032679.
- Life Studies. New York: Viking, 2005. ISBN 9780670031771.
- Luncheon of the Boating Party. New York: Viking, 2007. ISBN 9780143113522.
- Clara and Mr. Tiffany. New York: Random House, 2011. ISBN 9781400068166.
- Lisette's List. New York: Random House, 2014. ISBN 9781410471291.